# Rosenbach (Neunkirchen am Brand)
Rosenbach (fränkisch: Rosnbach) ist ein Gemeindeteil des Marktes Neunkirchen am Brand im Landkreis Forchheim (Oberfranken, Bayern).

## Lage
Das Kirchdorf liegt in Tallage am Weiherbach (im Unterlauf Weihergraben genannt), einem rechten Zufluss der Schwabach. Der Ort gliedert sich in Ober-, Mittel- und Unterrosenbach, die mittlerweile eine geschlossene Siedlung bilden. Im Westen wie im Osten ist es von bewaldeten Anhöhen umgeben: Im Westen das Grünholz, dort befinden sich eine namenlose Erhebung (372 m ü. NHN) und das Welluckner Holz, im Osten das Bürgerholz und der Geißberg (366 m ü. NHN). Im Süden grenzen Acker- und Grünflächen an. Eine Gemeindeverbindungsstraße führt nach Marloffstein zur Staatsstraße 2242 (2 km nordwestlich) bzw. nach Weiher zur Staatsstraße 2240 (1,5 km südlich). Weitere Gemeindeverbindungsstraßen verlaufen nach Neunkirchen zur Staatsstraße 2243 (2,25 km östlich) und nach Uttenreuth zur St 2240 (1,75 km südwestlich). Die Verbindung zwischen Rosenbach und Uttenreuth ist eine beliebte Fahrradstrecke nach Neunkirchen und Rosenbach und dazu in beide Richtungen auf Tempo-30 begrenzt, Fahrräder dürfen nicht überholt werden (Verkehrszeichen 277.1).

## Geschichte
Der Ort wurde 1315 als „Rossmarspach“ erstmals urkundlich erwähnt. Das Bestimmungswort ist Rosmār, der Personenname des Ortsgründers. Die ursprünglichen Lehnsherrn waren die Herren von Gründlach, 1315 galt es bereits als Lehen des Hochstifts Bamberg. Im Ort war das Kloster Neunkirchen am Brand begütert.
Seit 1524 lag Rosenbach im Fraischbezirk des brandenburg-kulmbachischen Oberamtes Baiersdorf. Grundherren waren das Dompropsteiamt Büchenbach und das Klosteramt Neunkirchen, beides bambergische Ämter, und die Pfarrei Uttenreuth.
Von 1797 bis 1810 unterstand der Ort dem Justiz- und Kammeramt Erlangen. Im Rahmen des Ersten Gemeindeedikts wurde Rosenbach 1813 dem Steuerdistrikt Uttenreuth zugeordnet und die Ruralgemeinde Rosenbach gebildet, zu der Habernhofermühle, Langenbruckermühle und Weiher gehörten. Sie war in Verwaltung und Gerichtsbarkeit dem Landgericht Erlangen zugeordnet und in der Finanzverwaltung dem Rentamt Erlangen (1919 in das Finanzamt Erlangen umbenannt). Ab 1818 bildete Weiher mit der Habernhofermühle und der Langenbruckermühle eine Ruralgemeinde. Ab 1862 gehörte Rosenbach zum neu geschaffenen Bezirksamt Erlangen (1939 in Landkreis Erlangen umbenannt), die Gerichtsbarkeit lag beim im gleichen Jahr gebildeten Stadt- und Landgericht Erlangen (1879 in das Amtsgericht Erlangen umgewandelt). Die Gemeinde hatte 1964 eine Fläche von 3,085 km². Sie bestand nur aus dem (Kirch-)Dorf Rosenbach, trotzdem wurden in Volkszählungsunterlagen die verbundenen Orte Oberrosenbach, Mittelrosenbach und Unterrosenbach erwähnt.
Am 1. Juli 1972 kam sie zum neu gebildeten Landkreis Erlangen-Höchstadt. Am 1. Januar 1977 wurde die Gemeinde Rosenbach im Zuge der Gebietsreform in Bayern nach Neunkirchen am Brand im Landkreis Forchheim eingemeindet.

### Baudenkmäler
- Haus Nr. 3: dazu gehöriger Fachwerkstadel
- Haus Nr. 10: Nebengebäude
- Haus Nr. 11: Schwarzbauernhalbhof
- Haus Nr. 15: Wohnstallhaus
- Haus Nr. 16: Martinshof
- Haus Nr. 17: erdgeschossiges Wohnstallhaus von 1859. Quader. Giebel bezeichnet „J. H. Derbfuß 1859“.[10]
- Haus Nr. 18: wie Nr. 17, später einhüftig erhöht. Giebel bezeichnet „A. ST.“ (= Andreas Steiner) „1846“.[10]
- Haus Nr. 23: Sandsteinrahmung des Erdkellerzuganges im Hof mit Postamentbekrönung und verwitterter Jahrzahl „1838“.[10]
- Haus Nr. 30: katholische Filialkirche Patrona Bavaria Maria
- Feldkapelle
- zwei Wegkreuze

### Einwohnerentwicklung
| Jahr      | 1818  | 1840   | 1852   | 1855   | 1861   | 1867   | 1871   | 1875   | 1880   | 1885   | 1890   | 1895   | 1900   | 1905   | 1910   | 1919   | 1925   | 1933   | 1939   | 1946   | 1950   | 1952   | 1961  | 1970   | 1987   | 2019  |
| Einwohner | 126   | 163    | 146    | 165    | 162    | 157    | 157    | 145    | 138    | 147    | 141    | 139    | 141    | 143    | 144    | 151    | 152    | 139    | 138    | 210    | 190    | 166    | 131   | 126    | 197    | 292   |
| Häuser    | 20    | 24     |        |        |        |        | 24     |        |        | 24     | 23     |        | 23     |        |        |        | 23     |        |        |        | 25     |        | 25    |        | 42     |       |
| Quelle    | [ 8 ] | [ 12 ] | [ 13 ] | [ 13 ] | [ 14 ] | [ 15 ] | [ 16 ] | [ 17 ] | [ 18 ] | [ 19 ] | [ 20 ] | [ 13 ] | [ 21 ] | [ 13 ] | [ 22 ] | [ 13 ] | [ 23 ] | [ 13 ] | [ 13 ] | [ 13 ] | [ 24 ] | [ 13 ] | [ 1 ] | [ 25 ] | [ 26 ] | [ 2 ] |

## Religion
Mittel- und Oberrosenbach sind überwiegend katholisch und nach St. Michael gepfarrt. Unterrosenbach ist überwiegend evangelisch und nach St. Matthäus gepfarrt. Um 1530 hatten die Uttenreuther Täufer eine Filialgemeinde in Rosenbach.